# T (lettre)
Pour les articles homonymes, voir T.
Cette page contient des caractères spéciaux ou non latins. S’ils s’affichent mal (▯, ?, etc.), consultez la page d’aide Unicode.
T est la 20e lettre et 16e consonne de l'alphabet du français.

## Histoire
Vingtième lettre de l'alphabet latin, qui se range dans la catégorie des explosives à titre de dentale forte non aspirée. Dans les langues indo-européennes, le T apparaît le plus souvent comme une réduction du son primitivement complexe que représentent en grec le zêta (ζ = τσ) ou la variante à éléments intervertis στ. Les exemples les plus apparents de cette origine sont fournis par l'état phonétique que montre le latin tego pour stego « couvrir », auprès du grec στέγω, même sens.
Indépendamment de cette réduction, bien des faits tendent à prouver que le t a passé par le stage de l'aspirée correspondante figurée par le thêta grec (θ), avant d'arriver au son que nous lui connaissons. Une chose sûre, c'est que l'aspirée dentale, déjà désaspirée en grec dans les formes à redoublement comme τίθημι pour θίθημι, a complètement disparu du latin où le t en tient lieu, comme dans patior « souffrir » auprès de πάϑος « souffrance ». Même mouvement dans les langues germaniques où le th des anciens dialectes a cédé la place au T(ou au d) qui lui correspond dans les formes modernes.
Souvent aussi T s'adoucit en d, ainsi qu'on le voit par ἕϐδoμoς « septième » auprès de ἑπτά « sept » ; ὄγδοος « huitième » auprès de ὀκτώ « huit » ; lat. mendax « menteur » auprès de mentior « mentir » ; pando « étendre » auprès de patulus « étendu » ; ail. darre, idée de sécher, durcir auprès de starr, même idée ; drangen « presser, serrer » auprès de streng, même idée, etc. En ce qui concerne ces exemples empruntés aux langues germaniques et qui ont pour effet de montrer l'adoucissement du t après la chute de s dans le groupe initial st, il est facile de se rendre compte qu'ils suggèrent une tout autre explication du mouvement des consonnes dans ces langues, que celle que l'on a tirée de la prétendue loi dite de Grimm.
| T proto-sémitique   | tāw phénicien | T étrusque | tau grec | T romain |
| ------------------- | ------------- | ---------- | -------- | -------- |
| Taw proto-sémitique | tāw phénicien | T étrusque | tau grec | T romain |

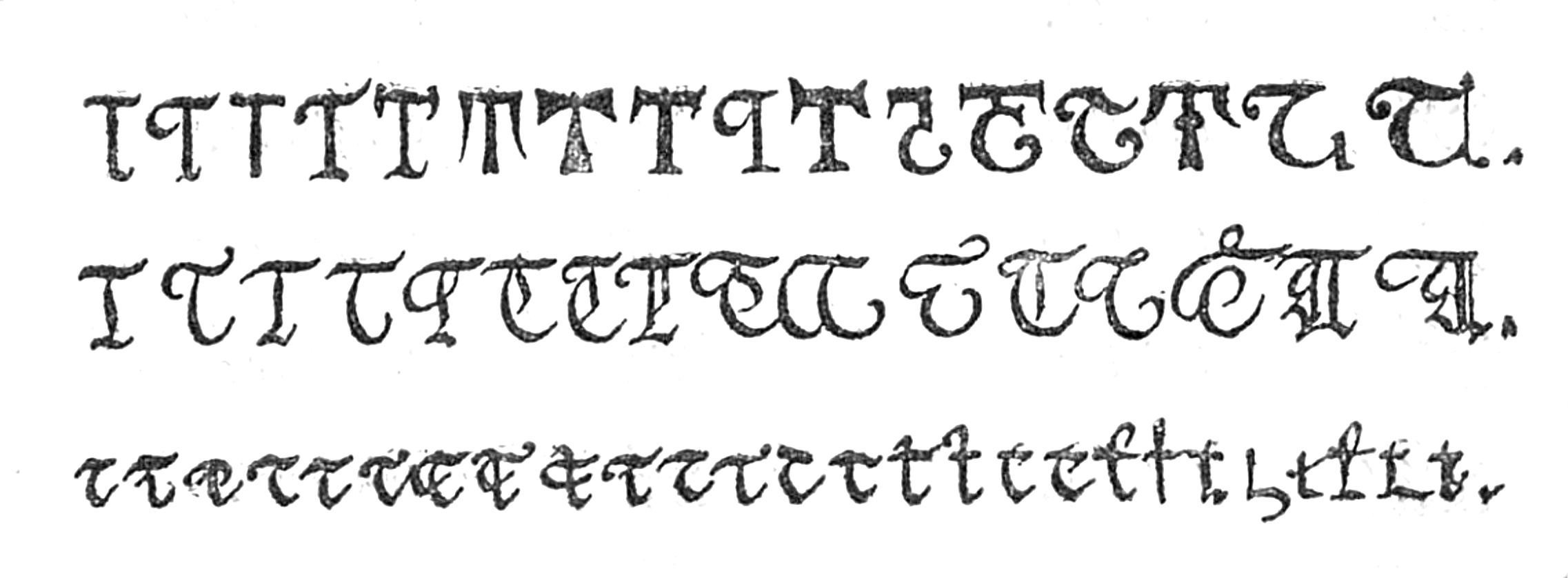
Formes majuscules et minuscules manuscrites de la lettre T dans le Dictionnaire des abréviations latines et française d'Alphonse Chassant.

Dans le passage du latin au français, t a généralement conservé sa valeur phonétique. Exemples : temps auprès de tempus, même sens ; imiter auprès de imitor, m. s. ; chant auprès de cantus, m. s. Signalons toutefois l'assimilation des éléments du groupe latin et donnant tt comme dans jetter auprès de jactare, m. s. ; et la perte de la dentale dans les verbes en uto. Exemples : muer auprès de muto, m. s., statuer auprès de statuto, m. s., etc.
Enfin, dès l'époque latine, à ce qu'il semble, t, devant le groupe vocalique io, a subi le phénomène d'assibilation auquel est due la prononciation française de faction, factieux, etc., comme si ces mots étaient orthographiés facsion, facsieux.

### En français
Le T est utilisé pour représenter une consonne occlusive alvéolaire sourde ([t]), mais peut représenter une consonne fricative alvéolaire sourde ([s]) dans les mots, tels que insertion.
Il peut également être muet dans les mots comme chat.
Le t épenthétique est une modification phonétique qui consiste en l'apparition, à l'intérieur d'un mot ou groupe de mots, de cette lettre supplémentaire qui permet de clarifier, faciliter, ou rendre plus "naturelle" l'élocution. Un exemple typique en français est le t de va-t-on ou y a-t-il.

### Paléographie
Le signe hiéroglyphique égyptien représentait un bras étendu portant sur la main un objet, qui était un gâteau. Ce signe, correspondant au son tu, se déforma beaucoup en passant dans l'écriture hiératique, et encore davantage dans l'écriture des Phéniciens, où il fut réduit à deux traits s'entrecroisant. Le T prit de bonne heure, chez les Grecs et les Romains, la forme qu'il a gardée depuis. La forme de l'alphabet étrusque parait directement dérivée, comme plusieurs autres, de l'alphabet phénicien.
Le T épigraphique romain se déforma beaucoup pendant la période barbare (VIe et VIIe siècles). La barre transversale ou « tête » du T s'inclina à droite ou à gauche, de même que la haste de la lettre. La tête prit même quelquefois la forme de l'Y (3e fig. des inscript, du VIIe siècle). Sur les monnaies, le T avait souvent des traits massifs et triangulaires (2e fig. des inscript, du IXe et Xe siècle).
La capitale des manuscrits a deux formes : le T épigraphique ou carré et le T rustique. Ce dernier a sa tête et sa base arrondies et ondulées (2e fig. de la col. de la capitale, des manuscr.). La tête est souvent très courte par rapport à la hauteur de la haste. La base a quelquefois la même dimension que la tête, de sorte que la lettre prend l'aspect d'une sorte d'I majuscule. Souvent aussi, la tête est presque entièrement portée à gauche et est formée d'une ligne très fine (2e fig. du VIe siècle). Les extrémités de la ligne de tête du T sont très souvent terminées en forme d'appendices divers formant des angles, des crochets, etc.
Le T oncial est caractérisé par l'arrondissement de la haste, à sa partie inférieure, et par la courbure de la tête vers la gauche de la haste, qu'elle rejoint souvent vers le milieu de sa hauteur. Souvent la tête est une ligne très déliée et la haste une ligne très épaisse et massive (fig. 2 du Ve siècle). Transporté dans les écritures minuscules, le T oncial a donné la forme semi-onciale. La tête du T semi-oncial devient plus ondulée à mesure qu'on avance dans le Moyen Âge. Le T entre dans beaucoup de ligatures de l'écriture capitale et de l'écriture onciale, notamment celle de NT, qui subsiste, à la fin des mots et à la fin des lignes des manuscrits, jusqu'au XIIe siècle.
La tête du T est très ondulée et très inclinée vers la droite, dans la cursive romaine. Tracé d'un trait continu, dans la forme de la cursive antique qui s'est conservée longtemps en Italie et principalement dans la chancellerie des papes aux VIIIe et IXe siècles, le T prend la forme d'un 0 surmonté d'une, barre horizontale (fig. de la cursive du VIIe au IXe siècle). Dans la cursive carolingienne, la tête du T se termine par une boucle dont les ondulations traversent plusieurs fois la haste de la lettre. Plusieurs ligatures usitées dans l'écriture cursive avec la lettre T se sont conservées très longtemps, notamment & pour et.
Dans la cursive notariale d'Italie, du Xe au XIIIe siècle, cette même ligature, avec un prolongement à droite, au-dessous de la ligne de base de l'écriture, a la valeur de H, quand il est prononcé zi en italien, puis celle de z seulement (C. Paoli, dans l'Archivio storico italiano, ann. 1883, Miscell. XI). La ligature ST est très fréquente dans la cursive et la minuscule carolingiennes, ainsi que dans la minuscule gothique des diplômes royaux et pontificaux, où elle se fait remarquer, par l'écartement des deux lettres et les fioritures du trait qui leur sert de liaison.
Les formes des écritures dites nationales exagèrent ou modifient arbitrairement les types classiques du T capital, par exemple dans l'écriture visigothique, qui amplifie la tête ondulée du T de la capitale rustique (fig. de la capitale visigothique du tabl. no 3). Dans l'écriture lombardique et dans l'écriture visigothique, la forme en Y que prend quelquefois la tête du T (fig. 3 des inscriptions du VIIe siècle, tabl. no 2) s'est conservée en s'exagérant encore davantage. La boucle de droite de la tête du T, agrandie et abaissée en. se retournant jusqu'au niveau de la base du T, a été tracée d'un trait continu avec la haste de la lettre (fig. de la cursive et fig. 2 de la minuscule lombardique, etc.), de sorte que le T prend tout à fait l'aspect d'un a, de it et de at. Ces fautes de lecture ont été souvent commises par les copistes du Moyen Âge, quand ils n'étaient pas familiarisés avec l'écriture lombardique. Dans l'écriture anglo-saxonne, la rune thorn dérivée de la capitale antique, a aussi pour prototype une lettre dont la tête était en forme d'Y et qui a donné, dans la minuscule anglaise du XIVe siècle, un th en forme à'y, par exemple : y- pour the.
Dans les écritures gothiques, le T majuscule a deux formes, celle de la capitale et celle de l'onciale, qui ont été usitées simultanément pendant toute la durée du Moyen Âge. Les deux extrémités de la tête du T capital sont terminées par des lignes retombantes, qui descendent presque au niveau de la base, surtout dans les écritures d'Allemagne. Le T de forme onciale a sa base repliée en une volute très arrondie et dont le côté gauche est toujours beaucoup plus fort que le côté droit. Quelquefois le côté droit de cette volute est réduit à une simple ligne très fine (fig. 2 des majuscules du xin" siècle et fig. 8 du frontispice). La tête du T gothique majuscule se compose généralement d'une ligne ondulée et très renflée dans sa partie centrale. Dans la cursive gothique, la haste est très recourbée et la tête très oblique, ce qui fait généralement confondre cette lettre, surtout aux XIVe et XVe siècles, avec l'e minuscule et cursif. La tête se termine souvent par un trait de fioriture qui rejoint la base (fig. 2 de la minusc. et de la curs. du XVe siècle).
Dans l'écriture bâtarde des temps modernes (tabl. no 5), le T minuscule a deux formes, l'une dont la haste dépasse la ligne de sommet de l'écriture (fig. 1) et l'autre dont la tête est supprimée (fig. 2) et dont la haste ne dépasse pas la hauteur des jambages moyens des lettres (tels que l'i).

### Diacritiques
En roumain, en italien et en occitan, la lettre t existe aussi avec un diacritique inférieur, ț, qui se prononce t͡s.

## Codage

### Informatique
| Lettre                   | T                        | T                        | t                         | t                         |
| ------------------------ | ------------------------ | ------------------------ | ------------------------- | ------------------------- |
| Nom Unicode              | Lettre capitale latine T | Lettre capitale latine T | Lettre minuscule latine T | Lettre minuscule latine T |
| Encodage                 | décimal                  | hexadécimal              | décimal                   | hexadécimal               |
| ASCII, ISO 8859, Unicode | 84                       | 54                       | 116                       | 74                        |
| EBCDIC                   | 227                      | E3                       | 163                       | A3                        |

### Radio
- Épellation alphabet radio
  - international : Tango
  - allemand : Theodor
  - police aux États-Unis : Tom
- En alphabet morse, la lettre T vaut « - »

### Autres
| Signalisation | Signalisation | Langue des signes | Langue des signes | Écriture Braille |
| Pavillon      | Sémaphore     | française         | québécoise        | Écriture Braille |
| ------------- | ------------- | ----------------- | ----------------- | ---------------- |
|               |               |                   |                   |                  |